# Portrait de Galeazzo Sanvitale

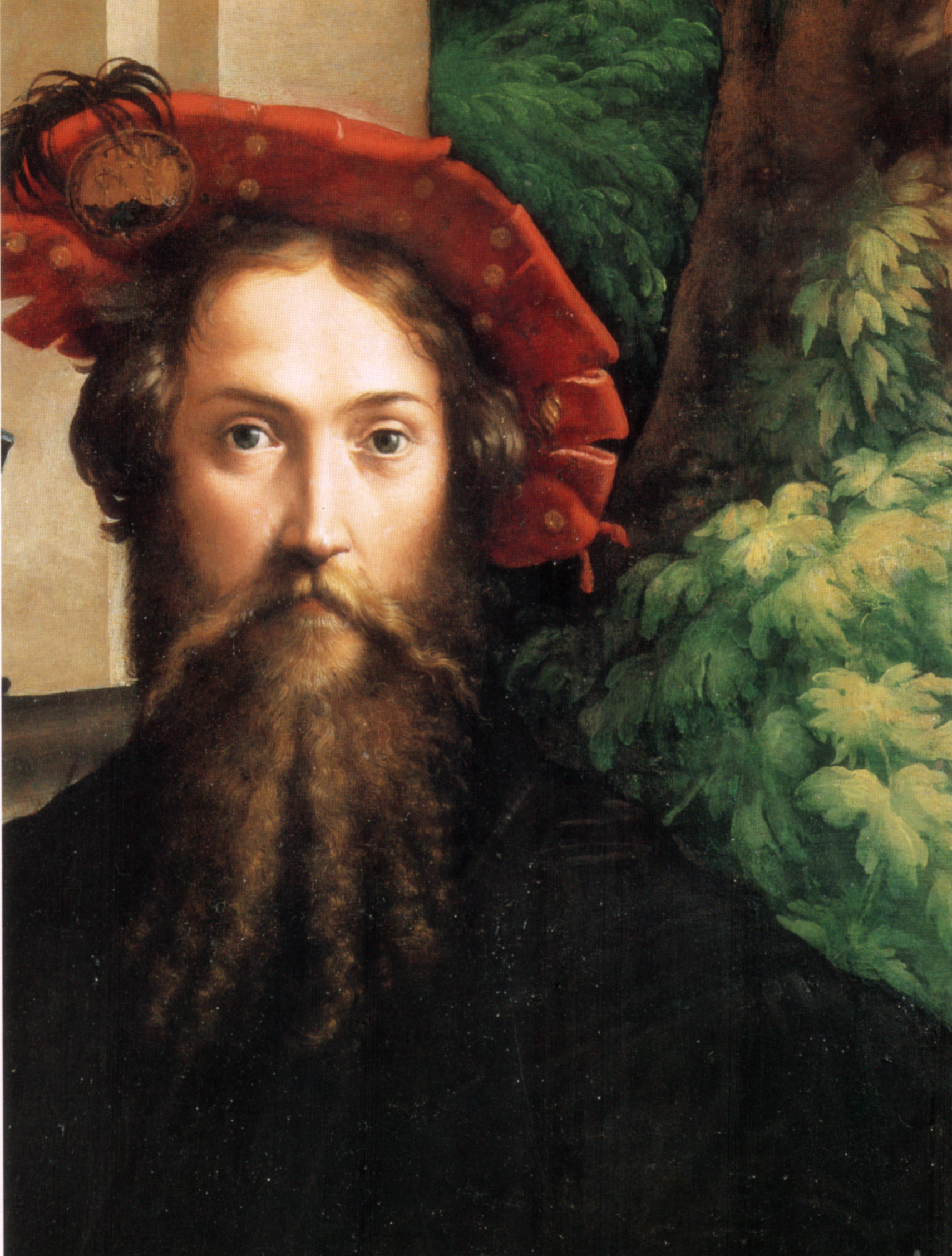
Détail.

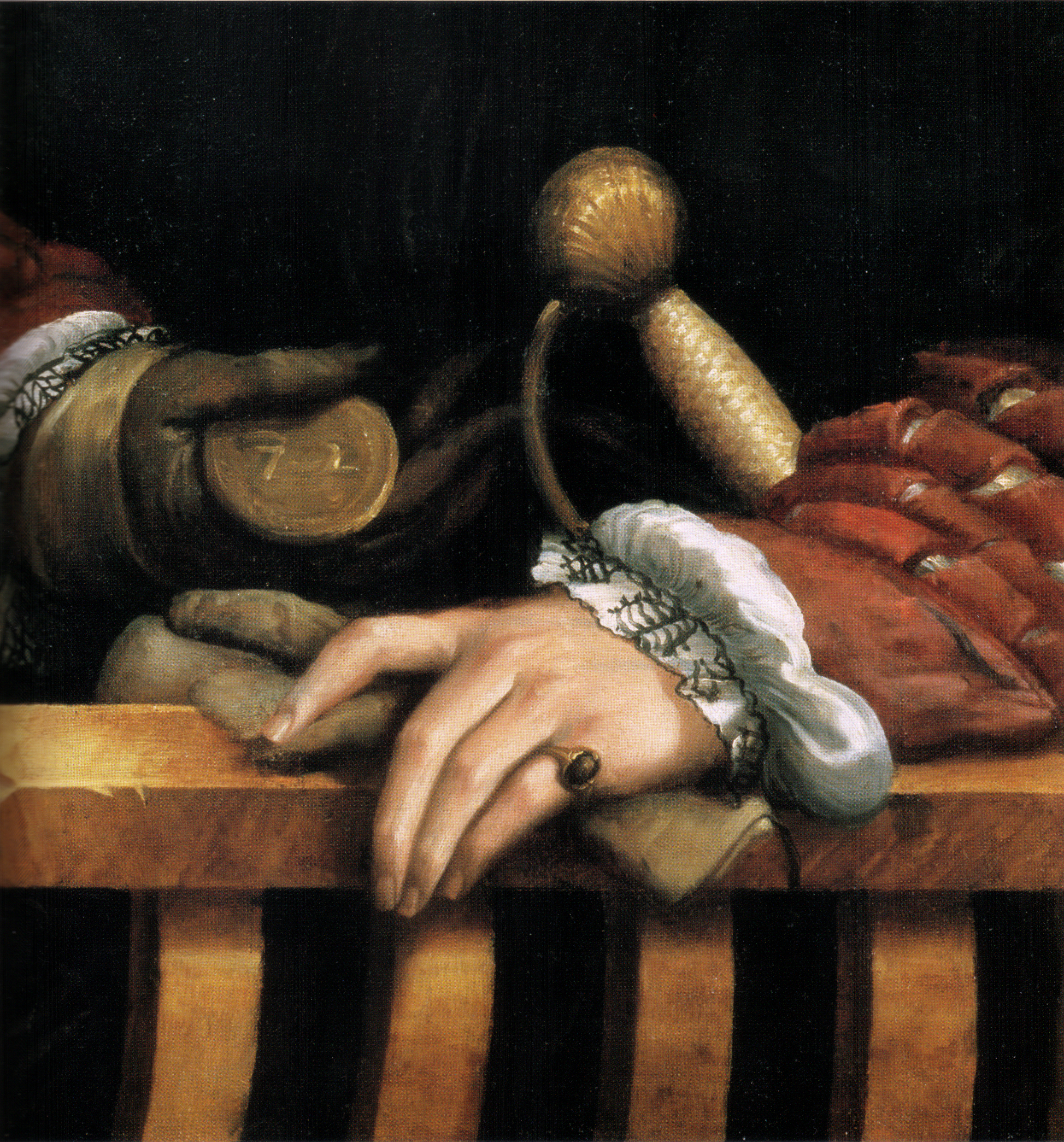
Détail.

Le Portrait de Galeazzo Sanvitale est une peinture à l'huile sur panneau (109 × 81 cm) du peintre italien Parmigianino, datant de 1524 et conservée au Musée national de Capodimonte à Naples. 

## Histoire
La période brève mais intense du travail de Parmigianino à la cour des Sanvitale à la Rocca di Fontanellato (aujourd'hui dans la province de Parme) remonte à 1524 (l'année indiquée au verso du tableau), alors que l'artiste commençait à se faire connaître comme un maître, avant son départ pour Rome l'année suivante. Il s’agit de l’un des portraits les plus célèbres de Parmigianino qui venait de réaliser la célèbre Stufetta de Diane et Actéon, un cycle de fresques dans une salle privée de Paola Gonzaga, épouse de Galeazzo Sanvitale. 
Il s’agit de l’un des portraits les plus célèbres de Parmigianino. L'œuvre figurait déjà dans les collections Farnèse en 1587, lorsqu'elle fut mentionnée pour la première fois avec certitude lors de la rédaction de l'inventaire de la garde-robe de Ranuccio Farnèse : «  un portrait du comte Galeazzo Sanvitale [...] de la main de Parmigianino ». Selon Bertino, le tableau était probablement arrivé dans la collection Farnese en 1561, lorsque le duc Ottavio Farnese avait acheté le casino de Codiponte à l'évêque Eucherio Sanvitale pour agrandir son jardin. Eucherio, en effet, fils de Galeazzo a Paola, avait hérité des biens de la famille à la mort de son père en 1550 et il est possible que lors de la vente du bâtiment, il ait également aliéné les peintures qu'il contenait . Les portraits du Parmesan, qui étaient dans la galerie des Sanvitale, pourraient aussi avoir été offerts au duc Ottavio en gage de leur fidélité. 
En 1784, avec l'ensemble de la collection Farnèse, le tableau quitta Parme pour Naples. Il fut réquisitionné par les Français en 1799 et partit à Rome pour un an. De là, il fut envoyé à Palerme chez Ferdinand Ier, qui le garda près de lui pendant une décennie, de 1806 à 1816, avant de revenir dans la capitale napolitaine. 
Entre-temps, et les divers changements de propriétaires, l'identité du sujet et de l'auteur avait été perdue. En fait, on parlait de l'école de Raphaël et d'un portrait de Christophe Colomb, probablement à cause d'une interprétation fantaisiste du camée sur le chapeau, représentant les Colonnes d'Hercule. Ce fut un descendant des Sanvitale, Luigi, qui a reconnu sur la base des documents encore en possession de la famille la figure de son ancêtre, en 1857, et la paternité de l'œuvre au Parmigianino ne fut reconnue qu'en 1894. 
Des dessins préparatoires existent au Cabinet des Dessins (6472 recto et verso) et dans la collection Tobley.  

## Sujet
Galeazzo Sanvitale, âgé ici de vingt-huit ans, est condottiere, comme le rappelle son armure brillante, les armes menaçantes et ses vêtements. Il a servi les rois de France lors des guerres d'Italie. Son nom même de Galeazzo renvoie à sa profession, le mot latin galea signifiant « casque ».

## Description et style
Il s'agit d'un « portrait de Parade », destiné à magnifier l'image du comte à ses hôtes : d'où la richesse des objets qui qualifient les intérêts nobles et le raffinement des costumes. 
Le comte, âgé de vingt-huit ans, est assis sur un siège dit « Savonarole », le corps des trois-quarts tourné à gauche vers le spectateur et le visage tourné vers l’avant, qui dirige un regard intense vers le spectateur. Il porte une grande veste noire, selon la mode de l'époque, d'où sortent deux lourdes manches en tissu rouge, laissant apparaître la chemise blanche vaporeuse, avec des broderies au poignet. La coiffe est de la même couleur écarlate, avec des coupes élégantes sur le bord, des perles dorées, une plume et un camée décoratif. Ce vêtement « à la française » pouvait également à l'époque signifier la foi politique particulière du protagoniste. 
La main gauche repose sur l'accoudoir et, avec un anneau en or serti de pierre au petit doigt, tient un gant près de la garde de l'épée, surmontée d'un motif en forme de coquille. L'autre main est encore gantée et montre au spectateur une médaille de bronze portant deux symboles. Ces derniers ont été lus comme un C et un F, faisant allusion au titre de Comes Fontanellati, ou comme un 72 (Ricci, 1894, également basé sur les descriptions anciennes de l'inventaire). Diverses hypothèses ont été émises sur la signification des nombres, principalement liées à l'alchimie (Fagiolo Dell'Arco, 1969 et 1970 ; Mutti, 1978), qui voient dans les deux numéros des allusions à la Lune et à Jupiter ; ou à la conjonction entre le soleil et la lune, qui ferait allusion à l'union conjugale entre Galeazzo et son épouse Paola Gonzaga. Toutes ces hypothèses contrastent cependant avec les sources anciennes, qui en aucun cas ne mentionnent le comte comme alchimiste (ce que fut par contre probablement Parmigianino, mais qui ne suffirait pas à justifier de tels messages dans un portrait privé). Dans tous les cas, elle est la marque de l'érudition du sujet. 
Le visage, avec un regard profond, est éclairé de droite, soulignant le teint clair et lisse, la barbe douce et bouclée caractéristique, les longs cheveux coupés et les boucles légères des cheveux. Le front est haut, les yeux clairs et expressifs, le nez droit. Une certaine intimité entre peintre et sujet devait avoir été nécessaire pour pouvoir restituer si efficacement la beauté juvénile, la fierté audacieuse et la richesse des intérêts du comte, guerrier et gentilhomme à la fois. 
Sur une table derrière se trouvent les pièces d’une armure brillante et d’une masse, symboles évocateurs de sa nature guerrière. Au-delà d'un mur, à droite, on aperçoit un arbre feuillu, élément agréable et décoratif. Cette végétation est suffisamment dense pour bloquer l’espace, en fonction des variations de couleur de l’environnement fermé. 
La peinture, de facture très raffinée, ne suit apparemment que les canons du portrait du XVIe siècle ; en réalité, elle présente un jeu élaboré de plans et d'effets. La chaise est placée sur le côté, alors que le buste est en position frontale et que le mur du fond est incliné. Ce dernier est assez terne, contrastant avec la végétation luxuriante que l’on peut apercevoir depuis la fenêtre proche. Même la lumière n'éclaire de manière substantielle que le visage et les bras de Sanvitale, tandis qu'un éclair se reflète sur l'armure éclatante.

## Exposition
Cette peinture est exposée dans le cadre de l'exposition Naples à Paris. Le Louvre invite le musée de Capodimonte au musée du Louvre du 7 juin 2023 au 8 janvier 2024.